# 列海坚
列海坚（1964年10月—）出生于广东省佛山市顺德区北滘镇，中国共产党党员，香港公开大学工商管理专业在职硕士研究生，现任顺德区委常委，曾任北滘镇镇长、党委书记和容桂街道的党工委书记一职。

## 政治生涯

### 2008年－2011年
2008年2月至2011年6月期间，列海坚担任顺德区容桂街道第五任党工委书记，是目前为止担任这一职务时间最长的人。他曾在任内推动多项政治改革，包括精简政府部门（“简政强镇”）、改革聘员制度、将居委会和村委会的公共事务划分为行政事务和自治事务并分别由居村成立的市民服务中心和村(居)委会负责（“政社分离”）、建立容桂公共决策和事务咨询委员会制度和推动非政府组织（NGO）的成立，任内顺德第一家社工组织容桂街道鹏星社工服务社成立，在他卸任党工委书记一职前容桂的非政府组织就已经有超过一百家。

### 经历[1]
- 北滘镇党委办干事，1984年11月－1990年4月
- 北滘镇党委办统计助理，1990年4月－1991年1月
- 北滘镇党委办副主任，1991年1月－1992年4月
- 北滘镇村办副主任，1992年4月－1997年2月
  - 兼任槎涌村支部副书记，1995年3月－1995年10月
  - 兼任碧江街道支部副书记，1995年10月－1997年2月
- 北滘镇村办企业办主任，1997年2月－1997年9月
- 北滘镇工业办主任，1997年9月－1999年1月
- 北滘镇党委委员、副镇长，1999年1月－2003年6月
- 北滘镇党委副书记、镇长，2003年6月－2005年8月
  - 兼任北滘工业园区党委副书记、管委会主任，2003年8月－2004年5月
- 北滘镇党委书记、人大主席、维稳及综治委主任，2005年8月－2007年3月
- 顺德区委常委，2007年3月－
  - 兼任顺德科技工业园开发中心党委书记、主任，2007年11月－2008年12月
  - 兼任容桂街道党工委书记、人大工作委员会主任、维稳及综治委主任、顺德科技工业园开发中心党委书记、主任，2008年2月－2008年12月
  - 兼任容桂街道党工委书记、人大工作委员会主任、维稳及综治委主任，2008年12月－2011年6月
  - 佛山市政府副秘书长兼佛山(云浮)产业转移工业园管委会主任，2011年6月－2014年7月[5]
- 顺德区委副书记、佛山新城（中德工业服务区）党工委书记、乐从镇党委书记，2014年7月—